# Прокоп-Марі-Антонєн-Пилип-Шарль-Ніколя-Огюстен Піньятеллі
Прокоп-Марі-Антонєн-Пилип-Шарль-Ніколя-Огюстен Піньятеллі (фр. Procope-Marie-Antonin-Philippe-Charles-Nicolas-Augustin Pignatelli; 20 листопада 1703, Брюссель — 7 травня 1743, Неаполь)  —  італо-франко-нідерландський аристократ з роду Піньятеллі, 7-й герцог ді Бізачча, 12-й граф Еґмонт, 9-й принц Гаврскій, гранд Іспанії 1-го класу і 1-й креації, лицар ордена Золотого руна.

## Біографія
Прокоп-Марі-Антонєн-Пилип-Шарль-Ніколя-Огюстен Піньятеллі був сином Нікколо Піньятеллі, 6-го герцога ді Бізачча, і Марі-Клер-Анжеліки д'Егмонт.
Після смерті в 1707 році останнього представника чоловічій лінії будинку д'Егмонт, генерала Прокопа-Франсуа д'Егмонта, і касації парламентом Франції його передсмертного заповіту, Прокоп-Марі успадкував його володіння і титули (за умови прийняття герба та імені). Прокоп-Марі-Антонєн-Пилип-Шарль-Ніколя-Огюстен Піньятеллі став іменуватися графом д'Егмонт, герцогом Гельдерн, Юліх і Берґа, принцом Гаврским, та князем Священної Римської імперії, маркізом де Рант`є, та де Ла-Лонгвиль.
В 1717 році зведений в гідність гранда Іспанії,14 лютого 1734 року зведений в лицарі ордена Золотого руна.
Генерал артилерії.

## Сім'я

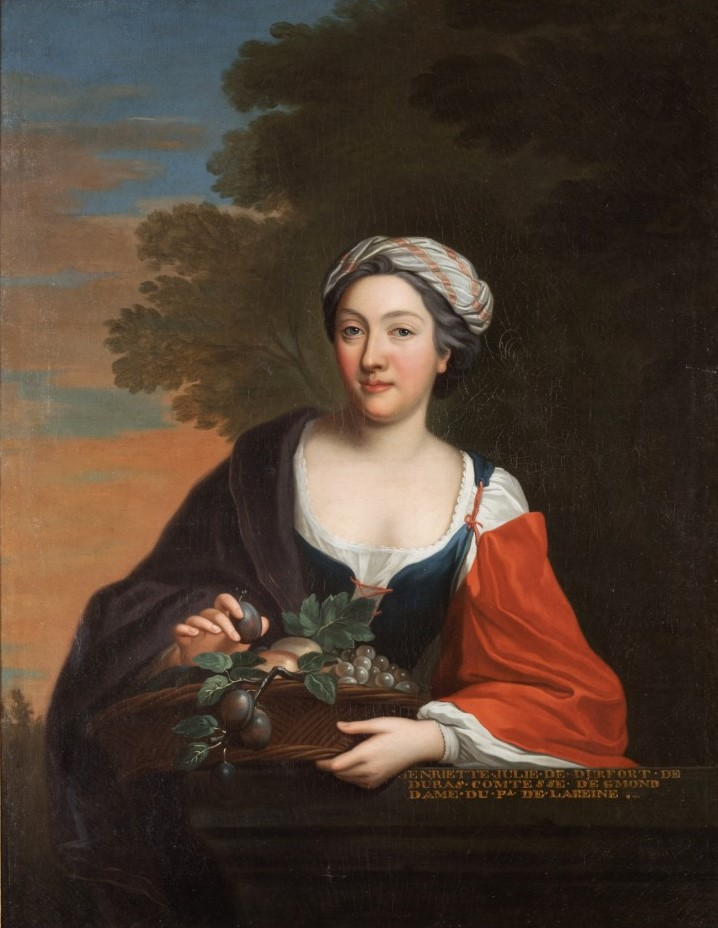
Генрієтта-Жюлі де Дюрфор де Дюрас

Дружина (одружені: 11.1717): Генрієтта-Жюлі де Дюрфор де Дюрас (30.10.1696-1779), дочка Анрі-Жака де Дюрфора, герцога де Дюрас, і Мадлен Ешалар де Ла Марк, внучка маршала Франції Жака-Анрі де Дюрфора.
Діти:
- Генрієтта-Ніколь-Марі Піньятеллі-Егмонт (19.04.1719-1.09.1782), придворна дама королеви Марії Лещинської. Чоловік (27.04.1738): Марі-Шарль-Луї д'Альбер де Люїнь (1717-1771), герцог де Люїнь.
- Ги-Фелікс Піньятеллі-Егмонт (5.11.1720-3.07.1753), 9-й герцог ді Бізачча, граф д'Егмонт. Дружина (5.02.1744): Амабль-Анжеліка де Віллар (1723-1771), дочка герцога Оноре-Армана де Віллара і Амабль-Габріели де Ноай.
- Тома-Віктор Піньятеллі (1725-12.1743), 8-й герцог ді Бізачча. Помер незабаром після весілля від віспи[3]. Дружина (одружені: 10.1743): Марія-Елеонора Караччоло, принцеса де ла Вілла.
- Казимир Піньятеллі-Егмонт (6.12.1727-1.12.1801), 10-й герцог ді Бізачча, граф д'Егмонт. Дружина 1) (одружені: 14.12.1750): Бланш-Альфонсина-Октавія-Марі-Луїза-Франсуаза де Сен-Северен д'Арагона (1736-1753), дочка Альфонса-Марі-Луї де Сен-Северен д'Арагона, графа д ' Ольса, і Марі-Луїзи-Франсуази Фійон; 2) (одружені: 10.02.1756): Жанна-Софі-Елізабет-Луїза-Арманда-Септимания де Віньеро дю Плессі (1740-1773), дочка герцога Луї-Франсуа-Армана де Рішельє , маршала Франції, і Марі-Елізабет-Софі де Лоррен -Гіз.